# Resurs-P 1
Resurs-P 1 (russisch Ресурс-П – П «перспективный», P für perspektivisch) war ein russischer Erdbeobachtungssatellit.
Am 25. Juni 2013 17:28 Uhr UTC wurde der Satellit mit einer Sojus-2.1b-Rakete von Baikonur ins All gestartet. Er ist Nachfolger zahlreicher Resurs-Erdbeobachtungssatelliten. Diese Satelliten dienen zur Ressourcenerkundung der Erde. Die geplante Lebensdauer von Resurs-P 1 beträgt fünf Jahre.
Gebaut wurde Resurs-P 1 wurde von ZSKB-Progress, dem Hersteller der Sojus-Raketen.
Der Satellit hat vom 26. Juni auf den 27. Juni 2024 in einer Höhe von 354 km über 100 nachverfolgbare Trümmerstücke freigesetzt.